# Anne Consigny
Anne Consigny (25 de mayo de 1963) es una actriz francesa. En su carrera ha estado activa desde 1981 y recibió un Premio César en 2006.

## Vida personal
Anne Consigny es hija de Pierre Consigny, quien fue jefe del gabinete del Primer Ministro Maurice Couve de Murville. Tiene cinco hermanos, uno de ellos es el escritor y publicista Thierry Consigny, autor de La Mort de Lara.